# Turoczak
Turoczak (ros. Турочак; południowoałtajski Турачак, Turaczak; dosł. ciepły dom) – wieś w Rosji, w Republice Ałtaju, ośrodek administracyjny rejonu turoczackiego oraz turoczackiego osiedla wiejskiego, do którego oprócz Turczaku należą też wsie Kajaszkan, Lebiedskoje, Sowietskij Bajgoł, Strietinka i Ust´-Lebied´. W 2010 roku liczyła ok. 5,7 tys. mieszkańców.
Wieś znajduje się 190 km na południowy wschód od Bijska i 78 km na północ od Artybaszu. 150 kilometrów od stolicy Republiki Ałtaju, Gornoałtajska, w kotlinie górskiej między rzekami Bija i jej prawym dopływem, Lebiedią.
Wieś została założona w 1864 roku. W 1922 roku, przy powstaniu Ojrockiego Obwodu Autonomicznego, z którego powstała obecna Republika Ałtaju, została ustanowiona siedzibą ajmaku lebiedińskiego. W 1933 roku ajmak został przemianowany na turoczacki, w 1962/1963 roku powiększony i, tak jak w pozostałych częściach Związku Radzieckiego zamieniony na rejon.
W miejscowości znajdują się dworzec autobusowy, sklepy i targ. W 2008 roku otwarto drogę łączącą Turoczak z Tasztagołem.

## Kultura
W Turoczaku działa salon sztuki, gdzie regularnie odbywają się wystawy artystów i twórców ludowych.

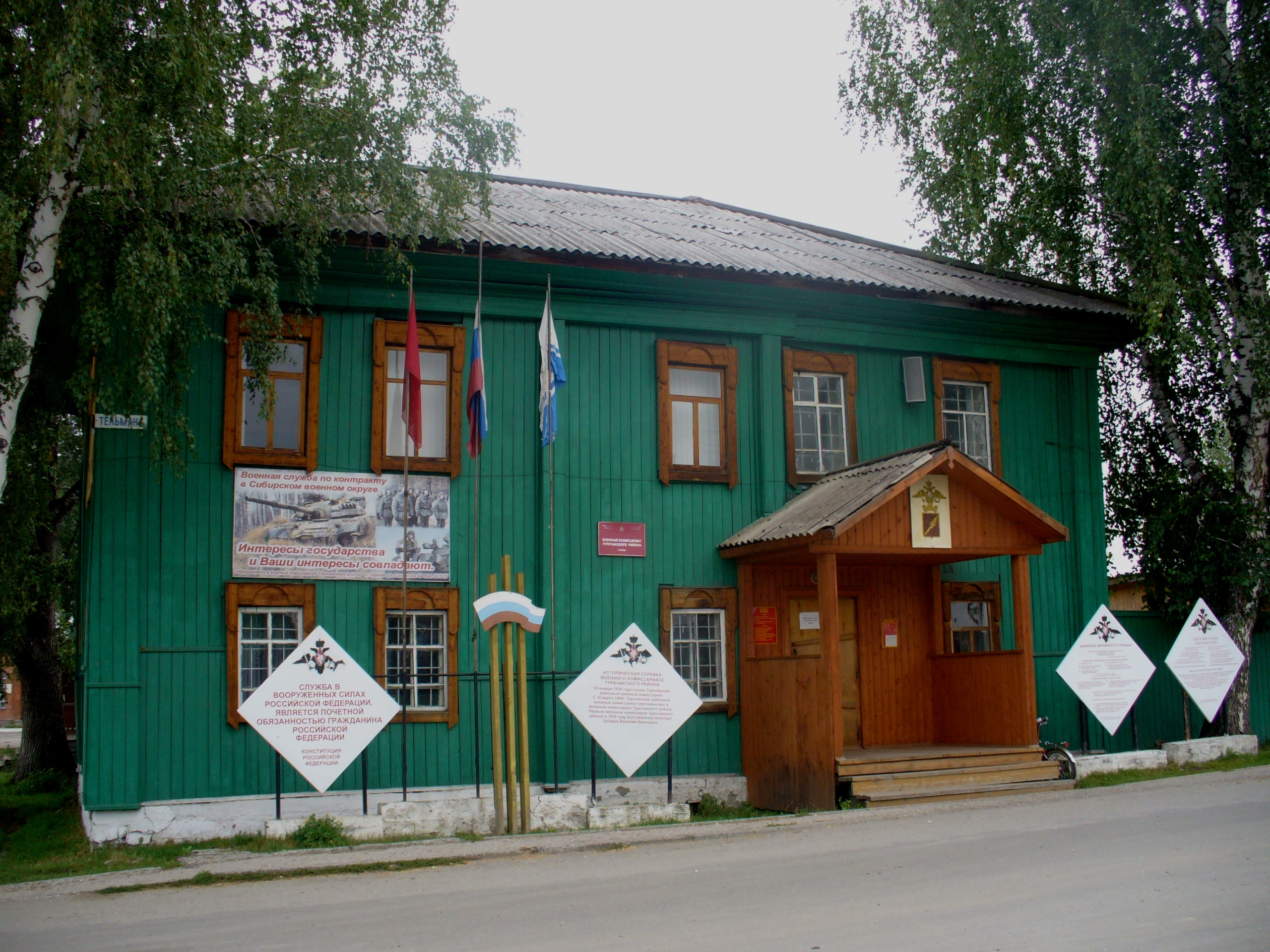
Rejonowy komisariat wojskowy

## Klimat
| Miesiąc                          | Sty   | Lut   | Mar   | Kwi  | Maj  | Cze  | Lip  | Sie  | Wrz  | Paź  | Lis   | Gru   | Roczna |
| -------------------------------- | ----- | ----- | ----- | ---- | ---- | ---- | ---- | ---- | ---- | ---- | ----- | ----- | ------ |
| Średnie temperatury w dzień [°C] | -9,9  | -4,9  | 3,6   | 11,2 | 19,2 | 24,3 | 26,4 | 23,4 | 18,1 | 8,6  | -1,5  | -8,4  | 9,2    |
| Średnie temperatury w nocy [°C]  | -24,3 | -22,7 | -14,9 | -4,2 | 3,5  | 9,1  | 11,9 | 10   | 4,3  | -2,5 | -12,7 | -20,8 | −5,3   |
| Opady [mm]                       | 33    | 33    | 35    | 55   | 86   | 91   | 96   | 92   | 76   | 82   | 64    | 53    | 796    |
| Źródło: Гидрометцентр            |       |       |       |      |      |      |      |      |      |      |       |       |        |

## Populacja
Dynamika liczby ludności:
| Populacja | Populacja | Populacja | Populacja | Populacja | Populacja |
| 1959      | 1970      | 1979      | 1989      | 2002      | 2010      |
| --------- | --------- | --------- | --------- | --------- | --------- |
| 3331      | 3633      | 4325      | 5080      | 5484      | 5582      |

## Radio
- 1440 Radio Rossii
- 66,02 Radio Rossii
- 68,72 Majak